# Duty Now for the Future
Duty Now for the Future es el segundo álbum de estudio de la banda estadounidense de new wave, Devo, lanzado a través de Warner Bros Records en 1979. La canción y el video de "Devo Corporate Anthem" están inspirados en la película Rollerball, mientras que "Secret Agent Man" es una versión (con la letra modificada) de la canción del mismo título de P. F. Sloan y Steve Barri. Los videos de "Devo Corporate Anthem" y "The Day My Baby Gave Me a Surprize" aparecen en la colección "The Complete Truth About De-Evolution".
La mayoría de las canciones del álbum fueron interpretadas por Devo en vivo durante 1976 y 1977.

## Lista de canciones
1. "Devo Corporate Anthem" - 1:16
2. "Clockout" - 2:48
3. "Timing X" - 1:13
4. "Wiggly World" - 2:45
5. "Blockhead" - 3:00
6. "Strange Pursuit" - 2:45
7. "S.I.B. (Swelling Itching Brain)" - 4:27
8. "Triumph of the Will" - 2:19
9. "The Day My Baby Gave Me a Surprise" - 2:42
10. "Pink Pussycat" - 3:12
11. "Secret Agent Man" - 3:37
12. "Smart Patrol/Mr. DNA" - 6:06
13. "Red Eye Express" - 2:50

- La reedición en CD de 1993 por Virgin Records unió este álbum con New Traditionalists, incluyendo la versión de Devo de la canción "Working in the Coalmine".

- Datos: Q5317573